# GLSDB
GLSDBは、ボーイング社の開発した航空爆弾であるGBU-39 小直径爆弾 (SDB) に、ロケット・ブースターを取り付けた兵器。M270 MLRSやM142 HIMARSのような地上発射型ミサイルシステムから発射される。。ボーイング社とサーブ社によって開発され、初試験は2015年に始まった。

## 設計

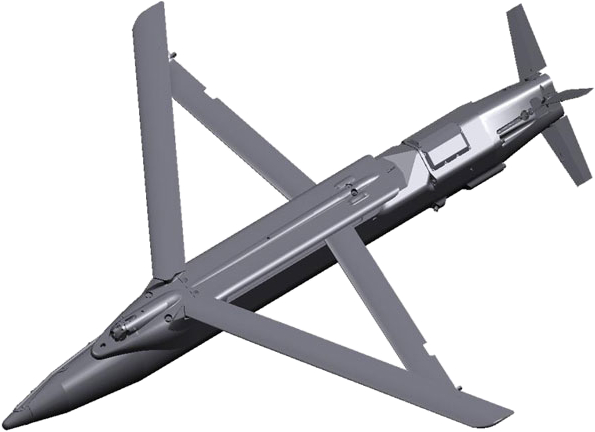
GBU-39 小直径爆弾

ボーイング社は、小直径爆弾（SDB）の発射のために、M26ロケット弾に用いる専用の追加コンテナを提案した。ロケット・ブースターで十分な高度と速度まで打ち上げた後、翼を展開してSDBを目標まで滑空させるのである。ボーイング社は、GLSDBが長距離精密攻撃のギャップを埋め、小型弾頭を用いることで戦略目標に対する大型ロケット弾を温存させることができると考えている。多連装ロケット砲システム（MLRS）から発射されるロケット弾は、一般的に弾道軌道を描くが、GLSDBは打上げ後に目標軌道を滑空する。
ボーイング社とサーブ社は、GLSDBの試験を2015年2月に3回成功させた。 このシステムは、ロケット砲システムの搭載量はそのままに、既存の兵器と備蓄されているロケット・ブースターを組み合わせたものである。具体的には、M26ロケット弾のクラスター弾頭を解体廃棄して余ったロケット推進部分と、大量に在庫がある航空爆弾SDBを合体させたものである。GLSDBは、既存の火砲と異なり、高軌道・低軌道の攻撃を360度に行うことができ、 地形を迂回して山の背後の敵に攻撃したり、発射車両の背後の敵を攻撃することができる。GLSDBの射程は150 km (93 mi)で、発射車両の背後への攻撃の射程は70 km (43 mi)である。
2017年のデモンストレーションでは、GLSDBは100 km (62 mi)先の移動目標と交戦した。GLSDBは空中でロケットブースターと分離し、弾頭の小直径爆弾（SDB）はセミアクティブレーザー誘導で目標に誘導された。2019年の試験では、海上目標までの射程を130 km (81 mi)まで延ばした。

### コスト
コストは非公開だが、GLSDBに用いられるSDBは、約4万ドル（米軍調達価格）であり、付属のM26ロケットは旧式の在庫品である。
この兵器を開発した目的は、とても高価で高度な空軍の攻撃能力を貧しい国々に提供することであった。ボーイング社のグローバル営業担当ディレクターのジム・ラリー（Jim Leary）は、2019年の取材に対し、「堅牢な空軍力を持たない〔国々〕に、既存の能力を最大限に活用する機会を与えているため、幅広い顧客層によく適合する」と答えている。

## 運用史
2023年2月3日、米国政府は、2022年のロシアによるウクライナ侵攻での支援の一環として、GLSDBを含む支援パッケージを発表した。GLSDBは、ウクライナが既に運用するHIMARSから発射可能で、射程が従来の80kmから倍増したことで、射程外に移動したロシアの標的を攻撃することができる。ロイター通信によると、これにより「（ウクライナの）東部にあるロシアのすべての補給線と、ロシアが占領しているクリミアの一部が射程内に入る」ことになるという。
2023年3月30日、台湾のメディアは、台湾がGLSDBの購入を検討、2022年度末に購入を打診したが、米国は「ウクライナ向け生産を優先する」と説明し導入時期が未定であると報じた。台湾海峡の最も狭い部分の幅は130kmであり、GLSDBの射程内であるため、導入によって人民解放軍の上陸部隊編成を困難にすることができる。
2023年10月14日、ボーイング社の発表によると、GLSDBは冬までにウクライナに引き渡される。11月30日には、納品は2024年初頭に延期されたとの情報が流れた。
2024年1月30日、米政治メディア「ポリティコ」は、アメリカ国防総省がGLSDBの試験に成功し、31日にもウクライナに到着する予定だと報じた。

### 実戦での使用
ロシア国防省は2023年3月28日、初めて実戦使用を確認しロシア軍の防空システムにより撃墜、続く3月30日にはGrom-2も撃墜されたと発表した。ウクライナ政府はどちらも使用していないと否定するコメントを出した。

## 運用国
ウクライナ
- ウクライナ軍 (2023年3月より運用)